# Chrám svaté Paraskevy (Dobroslava)
Chrám svaté Paraskevy je řeckokatolická dřevěná cerkev nacházející se v obci Dobroslava v okrese Svidník v Prešovském kraji.
Chrám pocházející z roku 1705 je tříprostorová stavba ve tvaru kříže s příčnou lodí stojící na vysoké kamenné podezdívce. K jejímu charakteristickému vzhledu patří tři nestejně vysoké věže zakončené báněmi. Prostor chrámu je ohrazen plotem. Uvnitř areálu se nachází hřbitov.
Chrám byl stavebně upravován v roce 1880 a konečně v roce 1932, kdy byly k objektu připojeny dvě boční kaple, které mu daly současný vzhled.
Nejvzácnější památkou vnitřního vybavení je restaurovaný ikonostas z 18. století, na kterém jsou zachyceny výjevy z Nového zákona.
Chrám sv. Paraskevy je součástí souboru východoslovenských dřevěných chrámů zapsaných do seznamu národních kulturních památek SR.

## Galerie

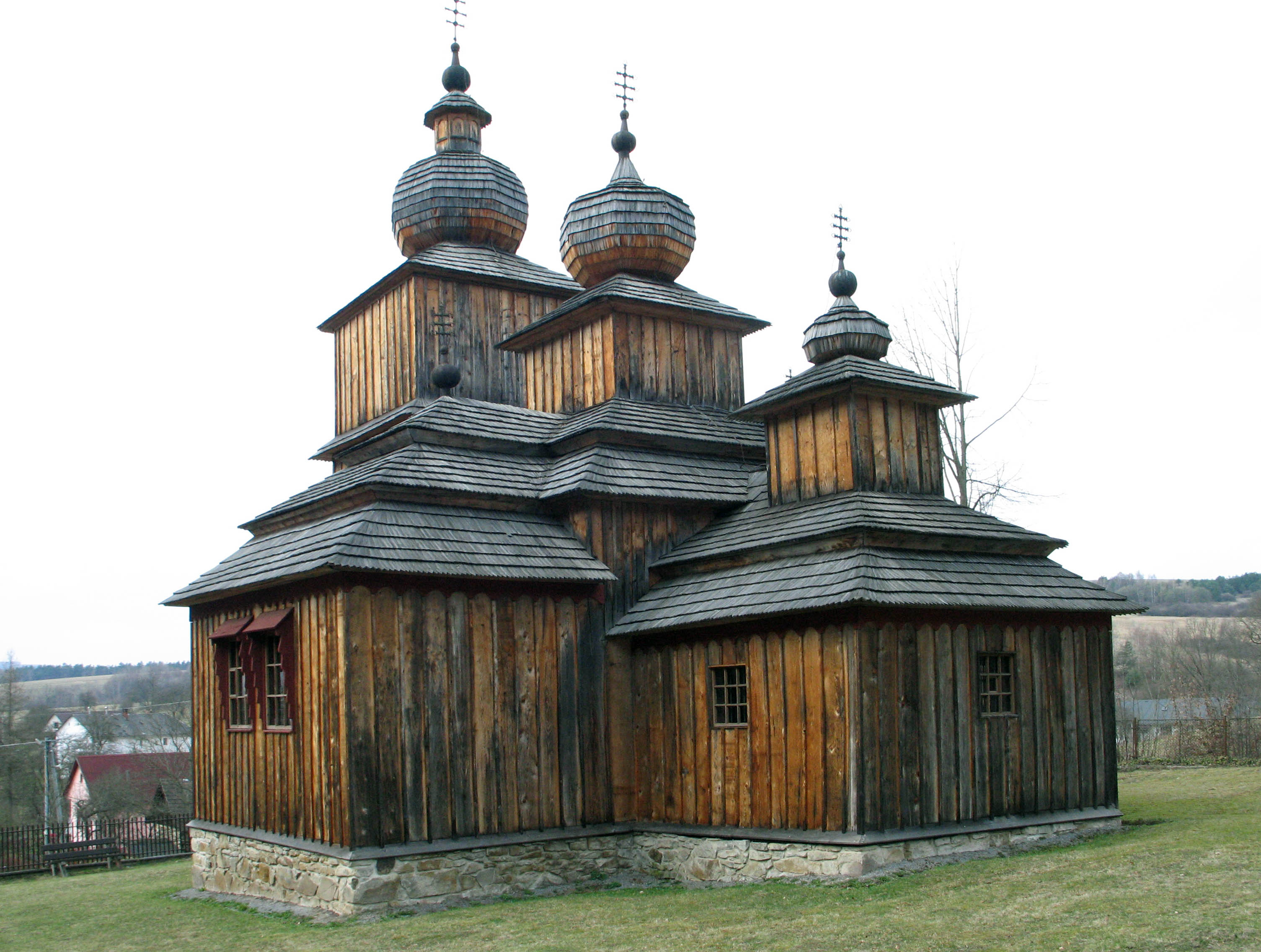
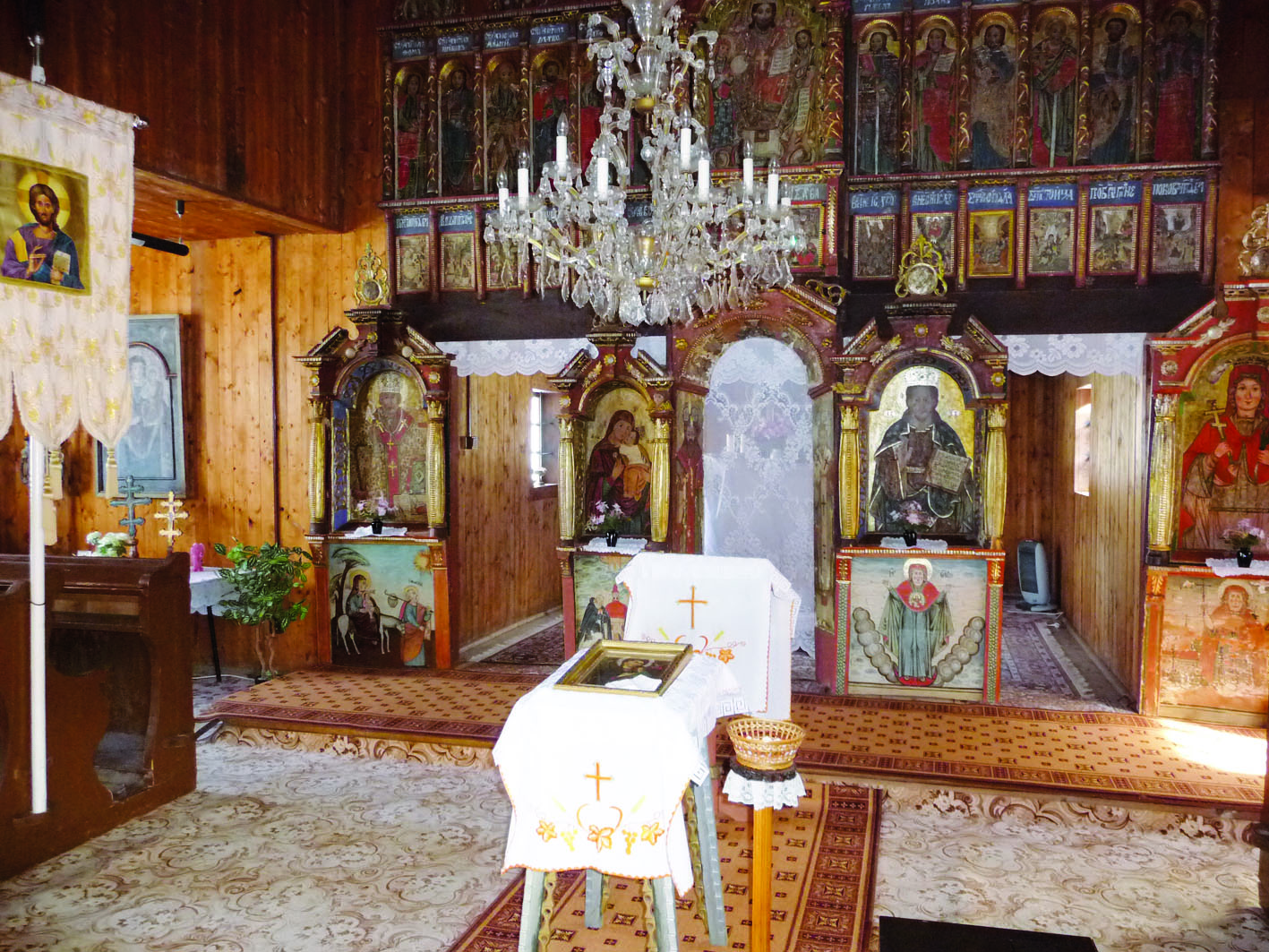
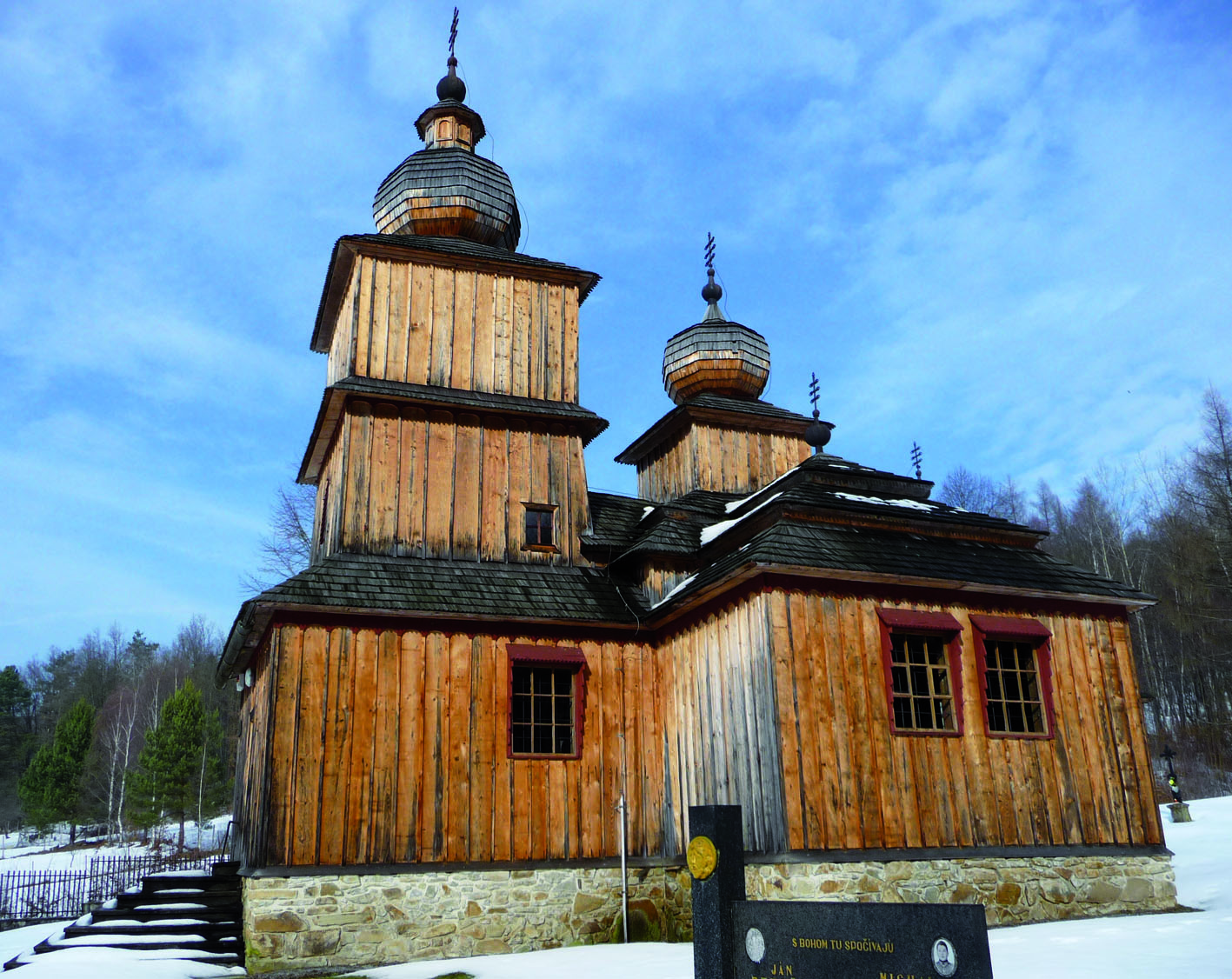